# Miguel Caetano Álvares Pereira de Melo, 5.º Duque de Cadaval
D. Miguel Caetano Álvares Pereira de Melo GCOC•GCLH (Lisboa, 6 de fevereiro de 1765 – São Salvador, Baía, 14 de março de 1808) foi um nobre e oficial militar português, 5.º Duque do Cadaval, 7.º Marquês de Ferreira e 8.º Conde de Tentúgal, tendo chegado ao posto de marechal-de-campo do Exército Português, aquando da Guerra das Laranjas.

## Primeiros anos de vida
Filho varão, primeiro de D. Nuno Caetano Álvares Pereira de Melo, 4.º Duque do Cadaval, 6.º Marquês de Ferreira e 7.º Conde de Tentúgal, e de D. Maria Leonor da Cunha e Távora (1741–1796), nasceu a seis de fevereiro de 1765 em Lisboa.
Educado pelo célebre abade francês Charles-François Garnier, em Portugal desde 1750, professor de francês no Colégio dos Nobres e capelão da Igreja de São Luís dos Franceses.
A 1771, com seis anos, falece o seu pai, passando os títulos deste para a sua mãe. A 15 de maio de 1777, com doze anos, é-lhe concedido o título de Duque. Pouco depois, a 4 de junho professa na Ordem de Cristo, como cavaleiro de hábito e a título de comenda de S. Pedro de Vilar Maior, por decreto.
Por duas cartas, uma datada de 7 de junho de 1784, e outra de 24 de março de 1785,  teve o seu assentamento de título de duque, com o pagamento de 750$000 réis.
Com as portarias de 18 de maio de 1779, de 7 de julho de 1784 e por alvará de 10 de novembro desse mesmo ano, foi-lhe confirmada a mercê de marquês de Ferreira, pagando 322$858 réis, e de conde de Tentúgal, dos bens da coroa, e ordens e de privilégios da sua casa, que lhe fora feita estando ainda na tutela sua mãe, a duquesa Maria Leonor da Cunha e Távora.
O duque foi uma das testemunhas que assinaram a escritura da outorga das capitulações matrimoniais da infanta D. Mariana Vitória, com o infante de Espanha D. Gabriel, que se celebraram a 12 de abril de 1785 no Paço da Ajuda, assistindo à cerimonia do casamento, que também ali se realizou nesse mesmo dia.

## Início da carreira militar
No ano de 1785, inicia-se o percurso militar do jovem duque. Nesse ano, assenta praça de cadete no Regimento de Cavalaria do Cais (mais tarde, Regimento de Cavalaria N.º 7, extinto em 1975), na altura, comandado pelo Conde de Cantanhede, Coronel D. Pedro José Noronha Coutinho.
É, posteriormente, transferido para o Regimento de Cavalaria de Meclemburgo (futuro Regimento de Cavalaria N.º 4), onde é promovido a capitão a 27 de janeiro de 1788.

## Casamento
No ano de 1787, o duque, D. Miguel Pereira de Melo, apresenta as suas pretensas de se casar. A 21 de novembro, Marc Marie, Marquês de Bombelles, vai jantar com o então Duque de Lafões, D. João Carlos de Bragança, e outras individualidades, onde a pretendente a duquesa do Cadaval é debatida. Pertencendo à alta nobreza, o casamento de um duque envolvia intensa atividade protocolar e diplomática, o que fazia deste acontecimento, uma operação lenta e demorada.

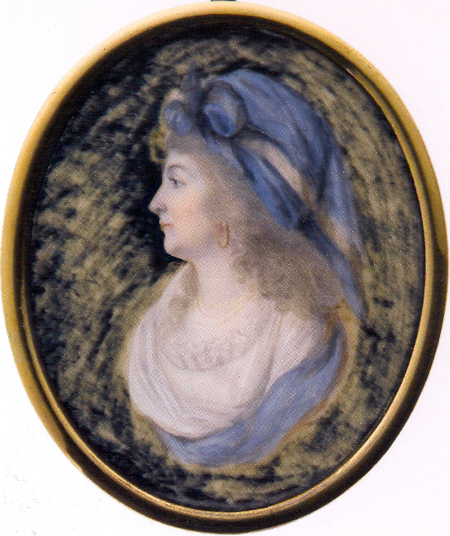
Carlota Luísa de Rohan-Rochefort, c. 1799

A meados desse ano, é enviado para Portugal, um retrato de Carlota Luísa de Rohan-Rochefort, cortesã de Maria Adelaide Clotilde de Bourbon, rainha consorte da Sicília. É-lhe, portanto, apresentado, pelo embaixador francês e pelo duque de Lafões, um retrato de Carlota Luísa. O duque afirma ser "uma pessoa muito bonita". No entanto, considera também ao embaixador de França, marquês de Bombelles, que a dificuldade seria obter a aprovação por parte da Rainha, D. Maria I, mas que, obtendo o mesmo teria todo o interesse em unir-se a uma princessa da Casa de Rohan. O pedido de casamento seria feito, assim que a duquesa-mãe do Cadaval voltasse de Sintra, apoiando este pedido com o embaixador, juntamente com uma dama da corte, filha do Conde de Resende, irmã do reitor da Universidade de Coimbra.

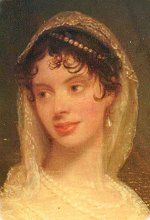
Maria Madalena de Montmorency-Luxemburgo, condessa consorte de Cadaval, marquesa de Ferreira e condessa de Tentúgal (c. 1800s).

No entanto, D. Miguel acaba por não se casar com Carlota Luísa, tendo-se posteriormente casado com Maria Madalena de Montmorency-Luxemburgo, com treze anos, filha do duque de Piney-Luxemburgo e Châtillon, sendo, também ela, da alta nobreza francesa.
O casamento é celebrado a 7 de outubro de 1791, em Lisboa, no Palácio da Ajuda, com a presença da Rainha e rei consorte, com grande júbilo pela alta sociedade portuguesa, tendo sido obra de odes, por membros da Academia de Belas Letras de Lisboa, posteriormente publicadas. Deste casamento, surgiriam, quatro filhos.

## Funções de comando no Exército Português
D. Miguel é promovido a tenente-coronel para o Regimento de Cavalaria de Castelo Branco (futuro Regimento de Cavalaria N.º 8) em 3 de novembro de 1792.
Posteriormente, a 29 de novembro de 1796, é promovido ao posto de Coronel, desta vez, retornando ao Regimento de Cavalaria de Meclemburgo.

#### Ligações à maçonaria
Por esta altura, D. Miguel Pereira de Melo, inicialmente a convite do seu sogro, o duque do Luxemburgo, figura proeminente no panorama maçónico europeu, é convidado a ser iniciado na maçonaria. Por esta altura faz grandes amizades e contactos com os maçons da alta sociedade portuguesa, tendo sido patrono de uma loja maçónica em Lisboa. Fez amizades e contactos com várias figuras do seu tempo, como Pedro de Portugal, Marquês de Alorna, inclusive tendo sido um mentor intelectual do futuro Gomes Freire de Andrade. Dentro da corte, era um dos afrancesados, vendo com bons olhos as ideias luministas que pela altura fervilhavam pela Europa, implementadas agora com o jovem general Bonaparte. Tendo se tornado uma figura proeminente maçónica da alta sociedade portuguesa da sua era.

### Guerra das Laranjas
Pouco tempo antes do estalar da Guerra das Laranjas, D. Miguel é feito marechal-de-campo do exército português. Durante este breve conflito militar, o duque faz parte do Estado Maior do Exército de entre Douro e Minho, sendo este exército comandado pelo Tenente General Louis Carlet, Marquês de La Rozière. Este exército, tinha uma força de quase vinte e oito mil homens. Com ela, o duque fez parte das ações militares da guerra na região norte do País, tendo participado na ação de Monterrey, defendida por mais de 4000 homens do lado espanhol.
Apesar da fraca eficácia de penetração em território espanhol, o Exército manteve uma vitória estratégica, tendo este e outras pequenas ações na região de Trás-os-Montes, impedido qualquer invasão do inimigo a solo português. Com a assinatura do tratado de Badajoz, todas as hostilidades são encerradas. Nos 17 dias de guerra, apenas esta ação é realizada no teatro de operações de Trás-os-Montes.

## Funções na Corte
A 21 de maio de 1807, como recompensa dos seus serviços dados a sua mãe, D. João, Príncipe Regente (futuro D. João VI de Portugal), nomeia D. Miguel como conselheiro da rainha D. Maria I, e seu Mordomo-Mór. Foi, também, durante esta altura ou anterior, agraciado com a Grande-Colar da Ordem de Cristo, e, tendo tido funções diplomáticas em Paris, tendo sido agraciado com o Grande Colar da Legião de Honra.
Com a degradação das relações diplomáticas luso-francesas. e sabendo dos preparativos da rainha e Príncipe Regente de se refugiarem no Brasil, pretende segui-lo para o Brasil. No entanto, já nesta altura a sua saúde estaria bastante debilitada. Fez os seus preparativos para estar na nau Martinho de Freitas, juntamente com a sua esposa e filhos. No entanto, é obrigado a embarcar na nau D. João de Castro, nau essa que teve a viagem mais atribulada da transferência da corte para o Brasil.

## Fuga para o Brasil e últimos meses de vida
Com a transferência da corte para o Brasil, D. Miguel embarca em Lisboa, juntamente com a sua família, filhos e bastante do seu tesouro, biblioteca e criados. Saiu de Lisboa a 29 de novembro, juntamente com o resto da esquadra e, derivado a mau tempo, a sua nau foi afastada do resto das embarcações. Esta viagem piorou gravemente o já débil duque, tendo episódios acentuados de hidropisia toráxica. A meados de janeiro, é avistada a costa da Paraíba, onde a embarcação fundeia, para se reabastecer e, no fim desse mês, chegam à cidade de Salvador da Baía. No entanto, a viagem seria uma das razões para o seu piorar de estado de saúde, tendo falecido o mesmo a 14 de março de 1808, nessa mesma cidade. O seu corpo foi sepultado no convento franciscano de Salvador da Baía.

## Descendência
A 7 de outubro de 1791, casa-se com Maria Madalena, com treze anos, em Lisboa. Dessa união foram gerados quatro filhos:
- Adelaide Caetano Álvares Pereira de Melo (Palácio de Queluz, Lisboa, 15 de Janeiro de 1798 – Alcobaça, 2 de Agosto de 1833).
- Nuno Caetano Álvares Pereira de Melo (Lisboa, 7 de Abril de 1799 – Paris, 14 de Fevereiro de 1837). 6.º Duque de Cadaval e Marquês de Ferreira.
- Sigesmundo Caetano Álvares Pereira de Melo (Lisboa, 10 de Novembro de 1800 – Lisboa, 27 de Maio de 1867). Duque de Lafões e Marquês de Cadaval.
- Jaime Caetano Álvares Pereira de Melo (Paris, 6 de Fevereiro de 1805 – Pau, 1877). Marquês de Cadaval.